# Conus fernandesi
Conus fernandesi é uma espécie de gastrópode do gênero Conus, pertencente à família Conidae.